# Cliffdell (Washington)
Cliffdell es un lugar designado por el censo ubicado en el condado de Yakima en el estado estadounidense de Washington. En el año 2010 tenía una población de 104 habitantes.

## Geografía
Cliffdell se encuentra ubicado en las coordenadas 46°55′17″N 121°2′32″O / 46.92139, -121.04222.